# Сендак, Морис
Мо́рис Се́ндак (англ. Maurice Sendak; 10 июня 1928, Бруклин, Нью-Йорк — 8 мая 2012, Данбери, Коннектикут) — американский детский писатель и художник-иллюстратор, мировую известность которому принесла книжка с картинками «Там, где живут чудовища» (1963).
При том, что книги Сендака переводились на многие языки, русскому читателю он оставался практически неизвестным: за исключением нескольких журнальных публикаций, в русском переводе его произведения не выходили вплоть до конца 2014 года. В СССР был издан лишь перевод одной книги на эстонский язык.

## Биография
Родился в еврейской семье. Его родители, Филип (Пинхос) Сендак и Сара Шиндлер, иммигрировали из Польши (Ломжа) и России (соответственно) в 1913 году и поселились в Бруклине. Стать художником-иллюстратором решил в двенадцать лет, посмотрев мультфильм «Фантазия». Первый сборник сказок выпустил в 1951 году, а в 1963 году издал самую популярную свою книгу «Там, где живут чудовища», переизданную в десятках стран.
Иллюстрировал серию книг для детей «Медвежонок» Эльзы Хольмелунд Минарик, выпущенную издательством HarperCollins; в 1995 году на основе его иллюстраций в Канаде снят 39-серийный мультфильм «Медвежонок».
В 1999 году вместе с писателем и режиссёром Артуром Йоринксом участвовал в создании спектакля танцевальной компании «Пилоболус» «Отбор» (A Selection), посвящённого теме Холокоста. В 2003 году сыграл эпизодическую роль пожилого раввина в сериале «Ангелы в Америке», снятом по сценарию его друга, писателя Тони Кушнера. В том же году издал с собственными иллюстрациями переведённую с идиша книгу своего отца, Филипа Сендака, «В доме у деда» (In Grandpa’s House).
В 2009 году состоялась премьера фильма по сказке Сендака «Там, где живут чудовища».

## Семейная жизнь
Сендак был геем, хотя никогда не афишировал этого. Его признание было опубликовано лишь в статье 2008 года, опубликованной в The New York Times. Это произошло уже после смерти партнёра Сендака, психоаналитика Юджина Глинна, который умер в мае 2007 года от рака лёгких. Их отношения длились 50 лет. Родители писателя не знали о его ориентации. Говорить о ней публично в расцвете своей карьеры он также не хотел, поскольку понимал, что подобное признание может сильно повредить его популярности как детского автора.

## Книги
Сендак проиллюстрировал десятки книг разных авторов.
К его собственным книгам, в которых он является и автором текста, и иллюстратором, относятся:
- Kenny’s Window (1956)
- Very Far Away (1957)
- The Sign on Rosie’s Door (1960)
- The Nutshell Library (1962)
  - Alligators All Around (An Alphabet)
  - Chicken Soup with Rice (A Book of Months)
  - One Was Johnny (A Counting Book)
  - Pierre (A Cautionary Tale)
- Where the Wild Things Are (1963)
- Higglety Pigglety Pop! or There Must Be More to Life (1967) ISBN 0-06-028479-X
- In the Night Kitchen (1970)
- Ten Little Rabbits: A Counting Book with Mino the Magician (1970)
- Some Swell Pup or Are You Sure You Want a Dog? (совместно с Мэтью Марголисом) (1976)
- Seven Little Monsters (1977)
- Fantasy Sketches (1981)
- Outside Over There (1981)
- Caldecott and Co: Notes on Books and Pictures (сборник эссе о детской литературе) (1988)
- We Are All in the Dumps with Jack and Guy (1993)
- Maurice Sendak’s Christmas Mystery (1995) (книжка с приложением пазла)
- Mommy? (книжка-панорама) (2006) ISBN 0-439-88050-5
- Bumble-Ardy (2011) ISBN 0-06-205198-9, ISBN 978-0-06-205198-1

## Награды
- 1964 — Медаль Калдекотта за книгу Where the Wild Things Are
- 1970 — Премия имени Х. К. Андерсена за иллюстрирование детских книг
- 1982 — National Book Award for Young People's Literature в номинации «книжка с картинками» за книгу Outside Over There[12]
- 1983 — Laura Ingalls Wilder Medal
- 1996 — Национальная медаль США в области искусств[13]
- 2003 — Премия памяти Астрид Линдгрен (совместно с Кристине Нёстлингер)

## Память
- В честь Сендака названа школа в Северном Голливуде (Калифорния)[14].